# LEUTX
LEUTX (англ. Leucine twenty homeobox) – білок, який кодується однойменним геном, розташованим у людей на довгому плечі 19-ї хромосоми. Довжина поліпептидного ланцюга білка становить 168 амінокислот, а молекулярна маса — 18 626.
| 10         |  | 20         |  | 30         |  | 40         |  | 50         |
| ---------- |  | ---------- |  | ---------- |  | ---------- |  | ---------- |
| MHPSLATMGK |  | LASKLQLDLS |  | VVKIWFKNQR |  | AKWKRQQRQQ |  | MQTRPSLGPA |
| NQTTSVKKEE |  | TPSAITTANI |  | RPVSPGISDA |  | NDHDLREPSG |  | IKNPGGASAS |
| ARVSSWDSQS |  | YDIEQICLGA |  | SNPPWASTLF |  | EIDEFVKIYD |  | LPGEDDTSSL |
| NQYLFPVCLE |  | YDQLQSSV   |  |            |  |            |  |            |

A: Аланін

C: Цистеїн

D: Аспарагінова кислота

E: Глутамінова кислота

F: Фенілаланін

G: Гліцин

H: Гістидин

I: Ізолейцин

K: Лізин

L: Лейцин

M: Метіонін

N: Аспарагін

P: Пролін

Q: Глутамін

R: Аргінін

S: Серин

T: Треонін

V: Валін

W: Триптофан

Білок має сайт для зв'язування з ДНК. 
Локалізований у ядрі.